# 58 a.C.

## Eventos
- Lúcio Calpúrnio Pisão Cesonino e Aulo Gabínio, cônsules romanos.
- Os dois cônsules, com a ajuda do tribuno da plebe Públio Clódio Pulcro, conseguem aprovar uma lei que leva Cícero ao exílio por seus atos durante a Conspiração de Catilina.
- Chipre torna-se uma província romana.
- Primeiro ano das Guerras Gálicas do general Júlio César:
  - César vence os helvécios na Batalha de Arar e na Batalha de Bibracte.
  - Ariovisto, rei dos suevos, é derrotado pelos romanos na Batalha de Vosges.

## Nascimentos
- Lívia Drusa, mulher de César Augusto, imperatriz de Roma